# Born (Brüggen)
Born (Dorf am See) is een klein plaatsje gelegen in de gemeente Brüggen, onderdeel van Kreis Viersen. Het ligt in het gebied Nederrijn in de deelstaat Noordrijn-Westfalen in Duitsland. Born ligt nabij de grens met Nederland ter hoogte van Swalmen. Het dorp is gelegen aan de Borner See en ligt middenin het Grenspark Maas-Swalm-Nette, een Duits-Nederlands natuurpark.

## Geschiedenis

Wapen van Born

Born werd voor het eerst genoemd in een document in 1136 als "in Borno". In 1410 werd kasteel Born, (een motte), voor het laatst genoemd. Hertog Wilhelm van Jülich-Berg verwierf in 1494 de grond en het kasteel van de nabijgelegen plaats Brüggen, waar Born deel van uitmaakte. Het Amt Brüggen was een belangrijke basis van het hertogdom Jülich-Berg tot de Franse bezetting in 1794. In de 17e eeuw omvatte de parochie Born het dorp Brüggen en de dorpen Genholt, Genrohe, Haverslohe, Lüttelbracht, Oebel en Gelagweg. Onder Frans bewind werd Born in 1794 onderdeel van Frankrijk en werd als gemeente ingelijfd in het kanton Bracht, Arrondissement de Crévelt, Département de la Roer.
Een wet van 17 februari 1800 veranderde de bestuurlijke organisatie; de tot dan toe nog onafhankelijke gemeenten Born en Brüggen werden samengevoegd tot een burgemeesterschap (mairie) met de naam Brüggen. Na het Congres van Wenen werden Born en Brüggen in 1815 Pruisisch. In 1819 omvatte het burgemeesterschap van Brüggen de gemeente Brüggen met de buurtschappen Gelagweg en Oebel, de hoeve Venn-Mühle en de gemeente Born met de buurtschappen Bornermühle, Genholt, Genrohe, Haverslohe en Lüttelbracht. Het nieuwe gemeentewetboek van 11 maart 1850 gaf de gemeenten meer zelfstandigheid, zodat de gemeenteraden hun belangen beter konden behartigen. In 1936, als gevolg van een gemeentelijke herindeling, fuseerden de onafhankelijke plattelandsgemeenten Born en Brüggen tot een politieke eenheid onder de naam "Gemeinde Brüggen". Op 1 januari 1970 werden in het kader van de gemeentelijke herindeling de zelfstandige gemeenten Bracht en Brüggen samengevoegd tot de nieuwe gemeente Brüggen.

## Bezienswaardigheden

### Parochiekerk St. Peter
De rooms-katholieke parochiekerk St. Peter, genoemd naar de Heilige apostel Petrus, staat in het midden van het dorp Born. De eerste verwijzing naar de kerk, toen nog een eenschepige kapel, is gevonden op een belastinglijst uit 1136 van het Keulse klooster Sint-Pantaleon. De parochie maakt onderdeel uit van de Weggemeinschaft-BBB (Born, Brüggen, Bracht) dat samen een parochieverband (Gemeinschaft der Gemeinden) vormt met de parochies van Niederkrüchten-Oberkrüchten en Elmpt. Dit parochieverband is weer onderdeel van Bisdom Aken. 

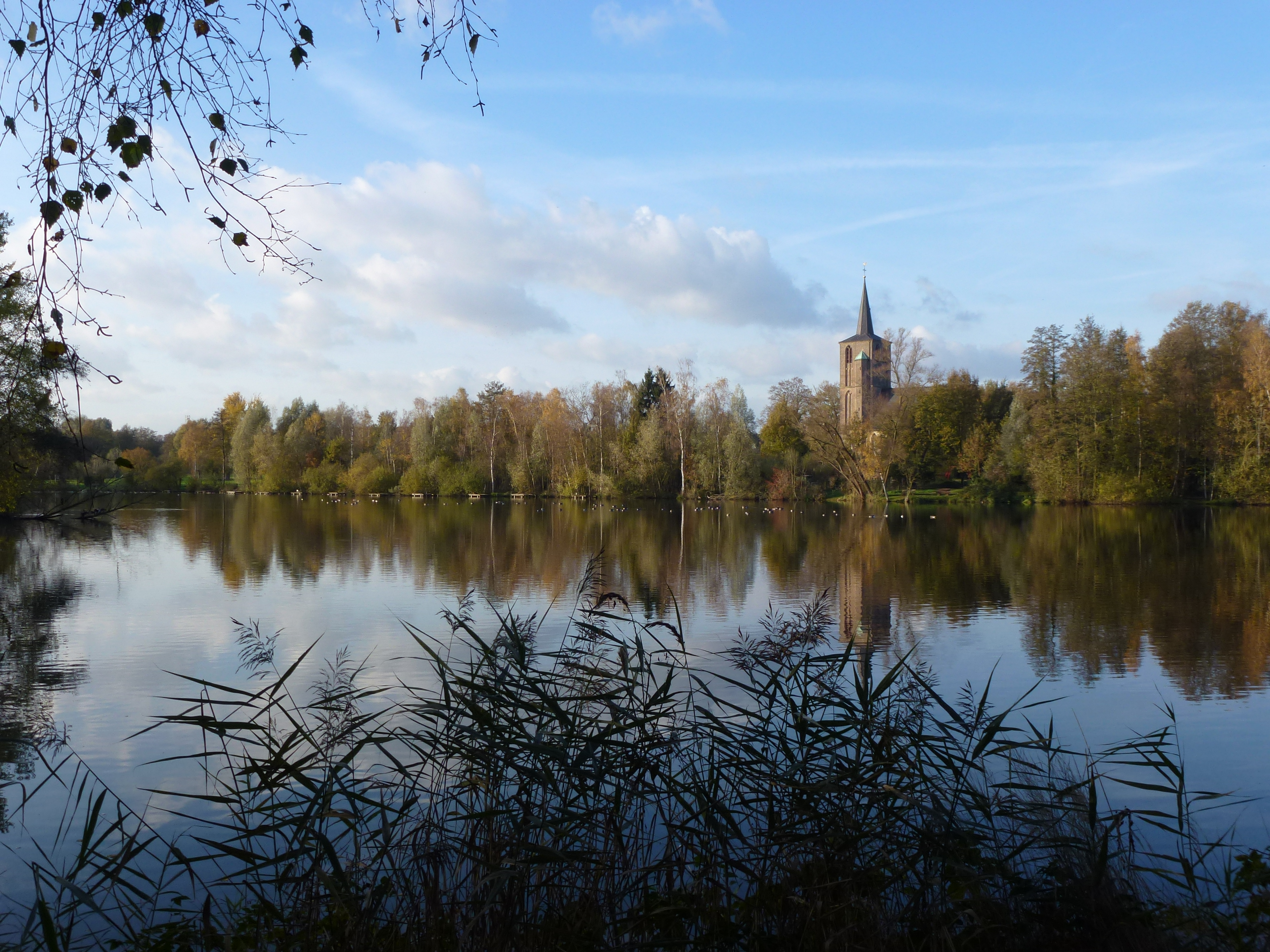
Zicht op de Borner See met daarachter de parochiekerk St. Peter

### 'Patschelbrunnen'
Dit is een fontein in de vorm van een beek met een visotter met een goudkleurige snoek in zijn bek. De otter en de snoek zijn de hoofdpersonen van de dierenroman "Patschel" die de Borner leraar en dichter Heinrich Malzkorn in 1949 publiceerde;

### Andere bezienswaardigheden
- Born ligt naast het meer de Borner See welke uitmondt in de Swalm. Vanaf Born is de 'Zwei-Seen-runde' te bewandelen, waarbij men ook de Borner Mühle en de Hariksee aandoet;
- een watermolen (De Borner Mühle);
- het voormalige stationnetje van Born van de spoorlijn Dülken - Brüggen;[7]
- verschillende monumentale panden zoals de oude school en de voormalige pastorie.[3]

## Feesten en activiteiten

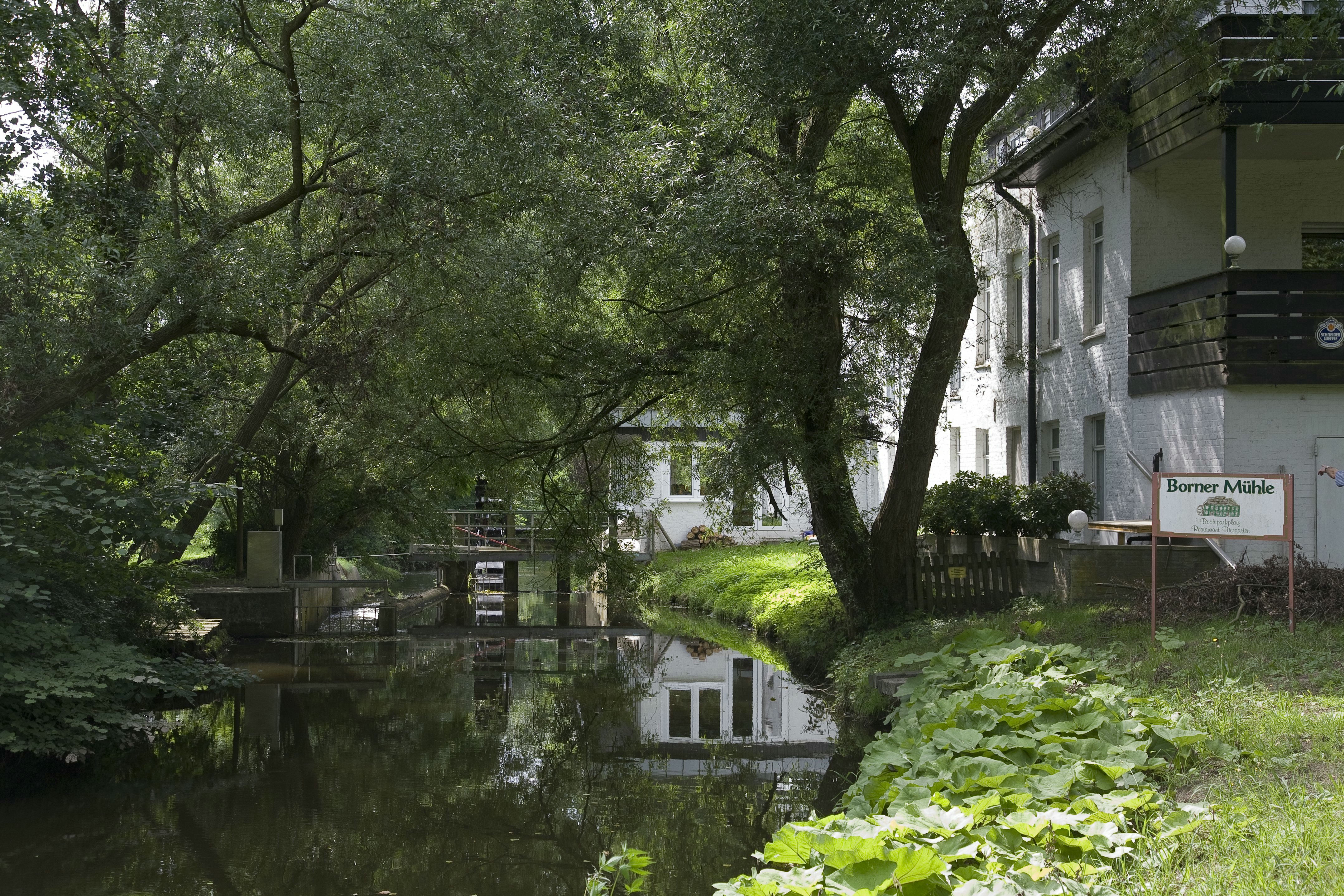
Borner Mühle

### Singen am See
Jaarlijks vindt op de derde maandagavond voor het feest van St. Jan het concert 'Singen am See' op de 'Sing- und Musizeerplatz' aan de Borner See plaats. Dit concert trekt elk jaar enkele honderden bezoekers vanuit de hele omgeving. 

### Heimatfreunde
Born heeft een actieve dorpsvereniging (de Heimatfreunde Born). Deze vereniging organiseert regelmatig activiteiten, feesten en lezingen voor en over het dorp.

## Prijzen
Het dorp Born nam vier keer deel aan de deelstaatswedstrijd Ons dorp wordt mooier - ons dorp heeft toekomst.
- In 1997 en 2000 won Born de derde plaats (brons).
- In 2003 won Born de tweede plaats (zilver) en ook de speciale prijs van het NRW Touristikverbandes e. V. voor het succesvol gebruiken van lokale mogelijkheden voor de ontwikkeling van 'zacht toerisme' met een cultureel aanbod.
- In 2006 won Born de eerste plaats (goud) en de kwalificatie voor deelname aan de nationale competitie van 2007. Daar werd de derde plaats (brons) behaald.[3]